# Clay megye (Indiana)
Clay megye az Amerikai Egyesült Államokban, azon belül Indiana államban található. Megyeszékhelye Brazil, legnagyobb városa Brazil. Lakosainak száma 26 466 fő (2020. április 1.). Clay megye Parke, Putnam, Owen, Greene, Sullivan és Vigo megyékkel határos.

## Népesség
A megye népességének változása:
| Lakosok száma | 26 875 | 26 887 | 26 860 | 26 803 | 26 503 | 26 466 |
|               | 2010   | 2011   | 2012   | 2013   | 2015   | 2020   |